# 조선왕조의궤

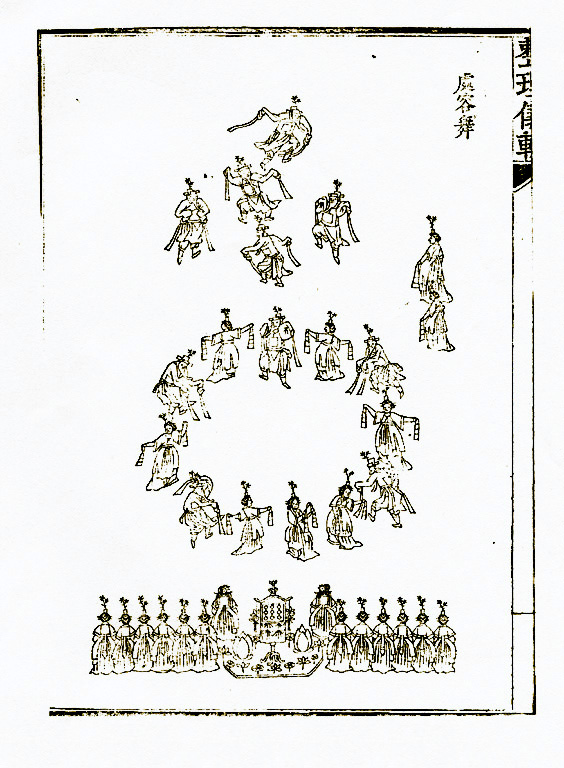
《원행을묘정리의궤》의 처용무 그림

의궤(儀軌)는 조선 왕실에서 국가의 주요 행사가 있을 때 훗날 참고하기 위해 남기는 기록문서를 가리킨다. 조선 왕실에서 주관하는 큰 행사가 있을 때마다 임시 기구인 도감(都監)을 두어 이를 주관하게 했는데, 행사를 마치면 도감을 해체하고 의궤청(儀軌廳)을 설치하여 의궤의 편찬을 맡아보게 하였다. 2007년 6월 세계기록유산에 등재되었다. 2015년 12월 31일 대한민국의 보물 조선왕조의궤로 지정 예고되고, 2016년 5월 3일 지정되었다.

## 개요
의궤는 조선 건국 당시 태조 때부터 만들어지고 있었으며, 조선왕조실록에 많은 관련 기록이 전하나 현재 조선 초기 의궤는 전해지지 않는다. 현전(現傳)하는 가장 오래된 의궤는 1601년(선조 31년) 의인왕후(懿仁王后)의 장례 기록을 남기기 위해 편찬된 《의인왕후산릉도감의궤》(懿仁王后山陵都監儀軌)와 《의인왕후빈전혼전도감의궤》(懿仁王后殯殿魂殿都監儀軌)이다.
보통 필사하여 제작하였으므로 소량을 제작하여 특별 제작한 1부는 어람용(御覽用)으로 왕에게 올리고 나머지는 관련 기관과 사고(史庫)에 나누어 보관하였다.
1866년 병인양요 때 강화도에 침입한 프랑스군이 외규장각(外奎章閣)에서 300여 책의 문서를 약탈하였다. 이들은 프랑스 국립도서관에 보관되어 있다가, 2011년에 대한민국으로 5년제 영구 임대되었다. 또한 2010년 공개된 자료에 따르면 일본 궁내청이 소장한 조선왕조 의궤가 총 81종 167책인 것으로 나타났다. 이번에 새로 확인된 의궤는 《진봉황귀비의궤》(進封皇貴妃儀軌), 《책봉의궤》(冊封儀軌) 2종, 《빈전혼전도감도청의궤》(殯殿魂殿都監都廳儀軌), 《화성성역의궤》 등 5종이다

## 보물 지정
의궤(儀軌)는 본시 의식(儀式)의 모범(模範)을 가리키는 말이다. 의(儀)는 의식(儀式), 궤(軌)는 수레바퀴의 궤도 또는 길을 지칭하는 말이나 흔히 판법(辦法 : 어떤 일을 행하기 위한 구체적인 수단), 기준, 모범, 정서(程序) 등을 비유하는 말로 쓰인다. 이 단어가 서적의 이름에 쓰인 것은 불교의 한 종파인 밀교(密敎)에서 그들의 본경(本經)에서 말하는 불(佛)이나 보살 등의 본존(本尊)을 안치하는 방식이나 공양의 규칙 등을 기록한 책을 의궤라 부르면서 부터이다. 송․원(宋元)이후에 편집된 대장경에 많은 의궤가 수록되었고, 고려대장경에도 〈 인왕호국반야바라밀다경다라니염송의궤(仁王護國般若波羅蜜多經陀羅尼念誦儀軌)〉 등 수십 종의 의궤가 포함되어 있다.
조선시대에는 국가에서 길례(吉禮), 흉례(凶禮), 군례(軍禮), 빈례(賓禮), 가례(嘉禮)를 비 롯한 여러 대사(大事)를 치를 때에, 후세의 참고를 위하여 그 일의 시말(始末)을 글과 그림으로 자세하게 정리한 책을 의궤(儀軌)라 불렀다.
〈조선왕조의궤〉는 태조 때 최초로 편찬하기 시작하여 일제강점기까지 계속되었다. 『 세종실록 』 권55, 세종 14년 3월 계해조(癸亥條)에 정도전, 권근 등이 찬수한 종묘 제사 때의 춤 에 관한 의궤와 『 성종실록 』 권172, 성종 15년 11월 정해조(丁亥條)에 태조4년 경복궁 창 건시 그 건설과정을 기록한 『 경복궁조성의궤(景福宮造成儀軌) 』 에 대한 기록이 있다. 그러나 조선전기 의궤들은 임진왜란 때 대부분 소실되어 남아있지 않고 현재 남아있는 것은 모두 임진왜란 이후에 제작한 것이다.
〈조선왕조의궤〉는 제작 방식에 따라 필사본과 활자본으로 구분할 수 있고, 열람자에 따라 어람용(御覽用)과 분상용(分上用)으로 나뉜다. 어람용의궤는 일반적으로 1건이 작성되었으나, 행사에 따라서 3∼4건의 어람용이 작성되는 사례도 있었다. 특히 대한제국기에는 황태자용으로 시강원(侍講院)이 추가되기도 하였다. 분상용의궤는 의정부와 예조, 춘추관과 4대사고가 기본적인 배포처였으나, 행사와 직접 관련된 관서에 배포되는 사례도 있었다.
〈조선왕조의궤〉는 모두 1,760건 2,756책으로 지정 기준은 다음과 같다.
1. 조선 왕조가 일제에 의해 강제 병합되기 전(1910년)에 제작된 의궤를 대상으로 한다.
〔대한제국기(1897∼1910)는 의궤를 제작하였던 도감과 의궤청이 존속하였던 시대로 이 시기 제작되었던 의궤는 포함한다〕
2. 어람용 의궤는 유일본, 비유일본 모두 지정한다.
3. 분상처가 확인되는 분상용 의궤는 유일본과 비유일본, 필사본과 활자본 모두 지정한다. (단, 개인 반사용은 제외한다)
4. 분상처가 확인되지 않는 의궤 가운 데 필사본은 〈조선왕조의궤〉의 제작 특성의 중요성을 감안하여 모두 지정한다.

지정 대상 〈조선왕조의궤〉 가운데 가장 이른 시기의 의궤는 선조 34년(1601) 3월에 작성된 사천시청 소장 『세종대왕태실석난간수개의궤(世宗大王胎室石欄干修改儀軌) 』 와 선조 34년(1601) 6월에 작성된 규장각 소장 『 [의인왕후]빈전혼전도감의궤([懿仁王后]殯殿魂殿都監儀軌)』이며, 1910년 『[흥왕]책봉의궤([興王]冊封儀軌)』 가 가장 후대의 것이다.
〈조선왕조의궤〉에 기록된 주요 행사는 왕실의 혼인을 비롯하여 왕과 왕세자의 책봉 , 왕실의 장례, 제사, 궁중 잔치, 활쏘기, 태(胎)의 봉안, 국왕의 행차, 궁궐 건축, 친농(親農)⋅친 잠(親蠶) 행사, 사신의 영접 등 국가나 왕실 행사 전반에 관한 것으로 행사의 과정을 날짜에 따라 기록한 각종 공문서를 비롯하여 업무의 분담, 담당자의 명단, 동원된 인원, 소요된 물품, 경비의 지출, 유공자 포상 등에 관한 것들이다. 그리고 필요에 따라 행사의 가장 중요한 행렬은 반차도(班次圖)를 통해 표현했다.
〈조선왕조의궤〉의 체제는 의례의 전 일정을 일자별로 정리한 시일(時日), 의례의 주요장면이나 주요도구의 그림을 실은 도식(圖式)·도설(圖說), 업무시 오고간 문서들을 기록한 교지(敎旨)·상주문(上奏文), 인건비 등의 각종 비용을 적은 재용(財用), 물품을 제조한 각종 기술자의 명단인 공장(工匠), 의례 집행시 유공자 포상 내용을 적은 상전(賞典) 등을 담고 있다.
〈조선왕조의궤〉는 중국이나 다른 나라에서는 발견되지 않는 조선만의 독특한 전통으로서 예법을 중시하고 기록을 철저히 보존하려는 조선시대의 우수한 기록문화 중 하나로서 국가지정문화재로 지정할 가치가 있다.

## 지정 목록
지정 목록은 다음 각 호와 같다.
| 지정번호         | 문화재명                    | 수량            | 소유자 (관리자)                       |
| ---------------- | --------------------------- | --------------- | ------------------------------------- |
| 보물 제1901-1호  | 조선왕조의궤 (朝鮮王朝儀軌) | 1,373건 2,203책 | 국유 (서울대학교 규장각 한국학연구원) |
| 보물 제1901-2호  | 조선왕조의궤 (朝鮮王朝儀軌) | 291건 384책     | 국유 (한국학중앙연구원)               |
| 보물 제1901-3호  | 조선왕조의궤 (朝鮮王朝儀軌) | 80건 133책      | 국유 (국립고궁박물관)                 |
| 보물 제1901-4호  | 조선왕조의궤 (朝鮮王朝儀軌) | 3건 3책         | 공유 (경남 사천시청)                  |
| 보물 제1901-5호  | 조선왕조의궤 (朝鮮王朝儀軌) | 2건 3책         | 국유 (국립중앙도서관)                 |
| 보물 제1901-6호  | 조선왕조의궤 (朝鮮王朝儀軌) | 2건 2책         | 한국순교자박물관                      |
| 보물 제1901-7호  | 조선왕조의궤 (朝鮮王朝儀軌) | 1건 9책         | 국유 (국립중앙박물관)                 |
| 보물 제1901-8호  | 조선왕조의궤 (朝鮮王朝儀軌) | 1건 9책         | 사유 (연세대학교)                     |
| 보물 제1901-9호  | 조선왕조의궤 (朝鮮王朝儀軌) | 1건 2책         | 공유 (삼척시립박물관)                 |
| 보물 제1901-10호 | 조선왕조의궤 (朝鮮王朝儀軌) | 1건 1책         | 공유 (서울역사박물관)                 |
| 보물 제1901-11호 | 조선왕조의궤 (朝鮮王朝儀軌) | 1건 1책         | 공유 (청주시청)                       |
| 보물 제1901-12호 | 조선왕조의궤 (朝鮮王朝儀軌) | 1건 1책         | 사유 (이화여자대학교)                 |

## 같이 보기
- 한국의 역사
- 동궐도